# Chaînage (psychologie)
Pour les articles homonymes, voir Chaînage.
Le chaînage est un type d'intervention qui vise à créer des associations entre des comportements, créant ainsi une chaîne de comportements. Une chaîne de comportements est une séquence de comportements qui se succèdent dans un ordre particulier, le résultat de l’étape précédente de la chaîne servant de signal pour commencer l’étape suivante de la chaîne. En termes d'analyse du comportement, une chaîne de comportement commence par un stimulus discriminatif (SD) qui donne lieu à un comportement, le résultat de ce comportement servant de renforcement pour terminer l'étape précédente, et d'autres SD pour terminer l'étape suivante. Cette séquence se répète jusqu'à ce que la dernière étape de la chaîne soit complétée, et qu'un renforçateur terminal (le résultat d'une chaîne de comportement, par exemple le fait qu'en se brossant les dents, l'on ait des dents propres) soit atteint. 
La chaîne du brossage des dents commence par voir la brosse à dents, cela donne l'occasion d'obtenir du dentifrice, ce qui conduit ensuite à le mettre sur sa brosse, à brosser les côtés et le devant de la bouche, à recracher le dentifrice, à se rincer la bouche, et enfin ranger sa brosse à dents. Pour décrire les chaînes de comportement, comme dans cet exemple, une analyse des tâches est utilisée.
Le chaînage est utilisé pour enseigner des comportements complexes, constitués d’enchaînements de comportements que l’apprenant n’a pas dans son répertoire. Différentes étapes de la chaîne peuvent être dans le répertoire de l'apprenant, mais les étapes que l'apprenant ne sait pas réaliser doivent être dans la catégorie des « ne peut pas faire » au lieu de « ne le fera pas ». Il existe trois types différents de chaînage qui peuvent être utilisés : le chaînage avant, le chaînage arrière et le chaînage total de tâches (à ne pas confondre avec une analyse de tâches).

## Chaînage avant
Le chaînage avant est une procédure dans laquelle une chaîne de comportements est apprise et complétée en enseignant les étapes dans l'ordre chronologique. L'enseignant enseigne la première étape en présentant un stimulus distinctif à l'apprenant. Une fois que la première étape de la chaîne est terminée, l’enseignant guide ensuite vers les étapes restantes de la chaîne. Une fois que l'apprenant termine systématiquement la première étape seul, l'enseignant lui demande de terminer la première et la deuxième étape, puis l'invite à parcourir les étapes restantes et ainsi de suite jusqu'à ce que l'apprenant soit capable de terminer toute la chaîne de manière indépendante. Le renforçateur est délivré à l'achèvement de l'étape, bien qu'ils n'atteignent pas le renforçateur terminal (résultat de la chaîne de comportement), jusqu'à ce qu'ils soient invités à franchir les étapes restantes.

## Chaînage arrière
Le chaînage arrière est le même processus que le chaînage avant, mais commence par la dernière étape. Le chaînage arrière est la procédure généralement utilisée pour les personnes ayant des capacités limitées. Ce processus utilise des techniques d'incitation et de fondu pour enseigner en premier la dernière étape. Le plus grand avantage de l’utilisation d’un chaînage arrière est que l’apprenant reçoit naturellement le renforçateur terminal (le résultat de la chaîne de comportement). Le chaînage vers l'arrière permet de terminer la dernière étape et de voir immédiatement le résultat direct de la chaîne, plutôt que d'avoir à  franchir les étapes restantes pour recevoir ce renforçateur.
L'enseignant commence par guider l'apprenant tout au long de la chaîne, en commençant par le dernier comportement. L'enseignant répète cette opération jusqu'à ce que l'apprenant puisse effectuer la dernière étape sans être sollicité par le SD présenté. Une fois que l'apprenant peut terminer la dernière étape de manière cohérente, l'avant-dernière étape est enseignée tout en poursuivant les sollicitations pour les autres étapes. L'enseignant répète cette procédure d'enseignement de l'étape suivante tout en invitant les autres jusqu'à ce que l'apprenant puisse exécuter (ou réaliser) toutes les étapes sans sollicitation.